# Марченко Сергій Миколайович
Сергій Миколайович Марченко (народився 1955 у Здолбунові Рівненської обл.) — український режисер, сценарист, фотохудожник, викладач, кінознавець. Кандидат мистецтвознавства, викладач Київського національного університету імені Карпенка Карого.

## Життєпис
Закінчив Київський державний університет ім Т. Г. Шевченка (радіофізичний факультет), Київський державний інститут театрального мистецтва ім. І.Карпенка-Карого (1994, (майстерня науково-популярного кіно Альмара Серебренікова
і Валентина Марченка) та аспірантуру (2000, наук. кер. Ю. Іллєнко).
Працював асистентом кінорежисера на Кіностудії імені Довженка (фільми «Кармелюк» (1985), «Десь гримить війна» (1986) та ін.).
Працював фотокореспондентом у журналах «Новини кіноекрану», «Україна», газеті «Культура і життя». Зробив фільми-слайди «Мальовнича Україна», «Камчатка», «Іван Козловський», стрічки «Жнива», «Осінь весільна», «Ой на Івана, та й на Купала», «Вірський. Дух України» (1998, у співавт.), «Відгомін забутого неба» (1998, авт. сцен.), «Лист без конверта», «Поліські образки» та інші.
Режисер стрічки «Лист без конверта. Фільм 91» в документальному циклі «Невідома Україна. Нариси нашої історії» (1993) та інших.